# Sigurd Hoel
Sigurd Hoel (Nord-Odal, 14 dicembre 1890 – Oslo, 14 ottobre 1960) è stato uno scrittore norvegese.
Condirettore della rivista Mot Dag dal 1920 al 1924, fu il più importante scrittore norvegese della prima metà del XX secolo con Arnulf Øverland ed Helge Krog.
Tra le sue opere si ricordano Peccatori al sole (1927), Un giorno d'Ottobre (1931), 14 giorni prima delle notti di gelo (1936) e Incontro alla pietra miliare (1947).